# Christoph Konrad Wilhelm Friderici

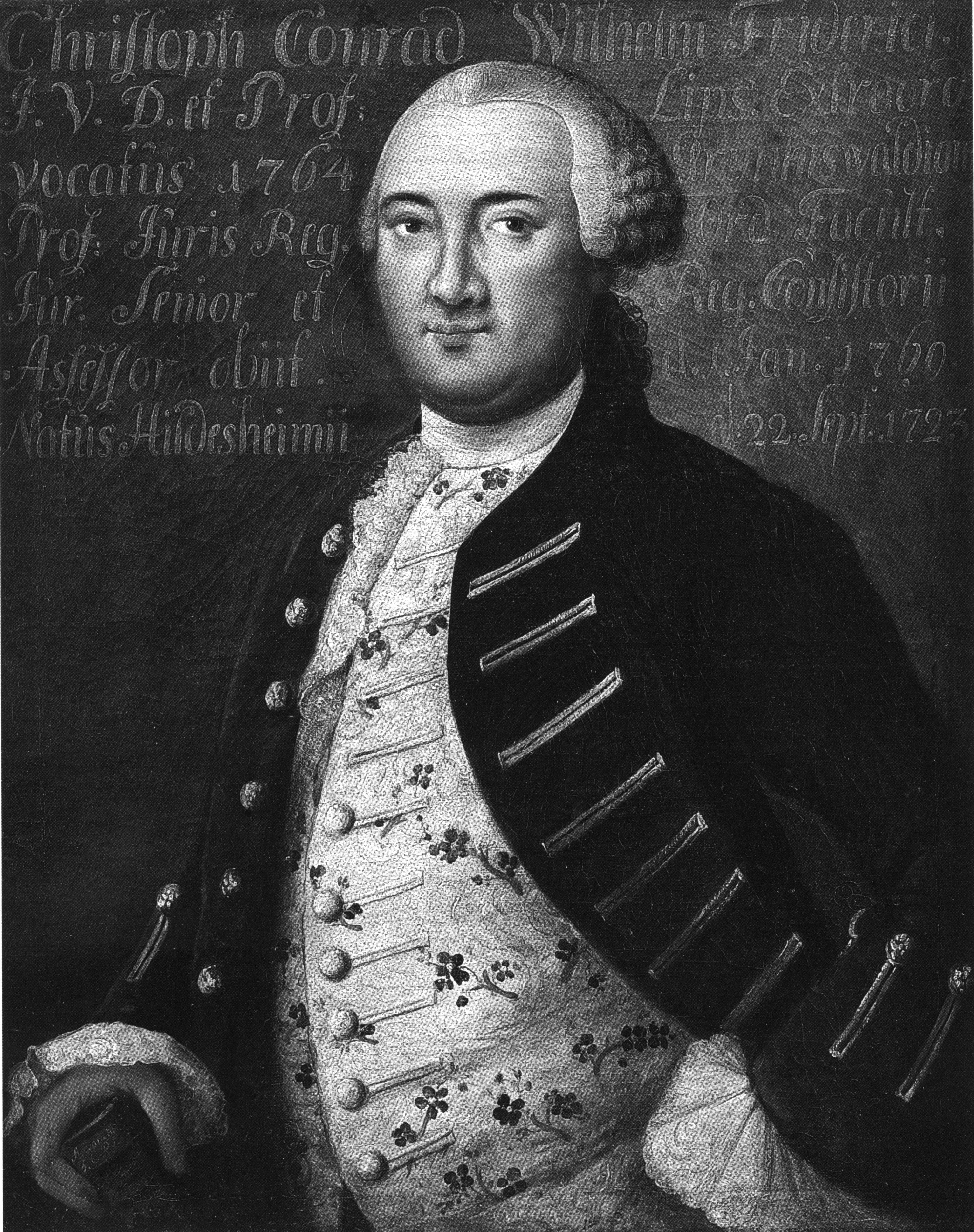
C. K. W. Friderici

Christoph Konrad Wilhelm Friderici, auch Christoph Conrad Wilhelm F. (* 22. September 1726 in Hildesheim; † 1. Januar 1769 in Greifswald) war ein deutscher Jurist.

## Leben
Nach Privatunterricht und Besuch des Gymnasiums in Hannover ging Friderici 1742 an die Universität Helmstedt. Er hörte Philosophie bei Frobes sowie Jura bei Conradi und Göbel. Ab 1748 setzte er seine Studien in Jena fort.
Von 1750 bis 1752 war Friderici Erzieher in der Familie des Oberappellationsrates von Lenthe und ab 1752 Praeceptor des Grafen von Rantzau.
Diesen begleitete Friderici nach Leipzig, wo er 1754 zum Doktor der Rechte promovierte. Danach unternahm er eine Bildungsreise durch Deutschland, England und die Niederlande.
1762 erhielt Friderici eine juristische Professur in Leipzig. Zwei Jahre später wurde er an eine ordentliche Professur der Rechte nach Greifswald berufen. Dieses Amt übte er bis zu seinem Tod aus.